# Las Palmas (Hidalgo)
Las Palmas es una localidad de México perteneciente al municipio de Cuautepec de Hinojosa en el estado de Hidalgo.

## Geografía
Se encuentra en la región del Valle de Tulancingo, a la localidad le corresponden las coordenadas geográficas 20° 03’ 13.943” de latitud norte y 98° 16’ 13.645” de longitud oeste, con una altitud de 2300 m s. n. m. Cuenta con un clima templado subhúmedo con lluvias en verano, de humedad media.
En cuanto a fisiografía se encuentra dentro de las provincia del Eje Neovolcánico, dentro de la subprovincia de Lagos y Volcanes de Anáhuac; su terreno es de lomerío. En lo que respecta a la hidrografía se encuentra posicionado en la región del río Panuco, dentro de la cuenca del río Moctezuma, en la subcuenca del río Metztitlán.

## Demografía
En 2020 registró una población de 838 personas, lo que corresponde al 1.39 % de la población municipal. De los cuales 405 son hombres y 433 son mujeres. Tiene 201 viviendas particulares habitadas.
| Gráfica de evolución demográfica de Las Palmas entre 1921 y 2020                             |
|                                                                                              |
| Población de los censos y conteos del Instituto Nacional de Estadística y Geografía (INEGI). |

## Economía
La localidad tiene un grado de marginación alto y un grado de rezago medio.